# 孔学堂站
孔学堂站是贵阳轨道交通3号线的地铁车站，位于中华人民共和国贵州省贵阳市花溪区花溪大道（绕城高速公路以北），于2023年12月16日随3号线的开通而启用。

## 车站结构
本站为地下二层岛式车站。

### 车站楼层
| 地面              | 0    | 出入口 |
| 地下一层          | 站厅 | 自动售票机、客服中心 |
| 地下二层          | 站台 | \| \| \| █ 3号线往桐木岭（省委党校）（贵州大学） \| \| 島式 · 開左邊车门 \| \| \| \| \| \| █ 3号线往洛湾（十里河滩） \| |
|                   |      | █ 3号线往桐木岭（省委党校）（贵州大学）                                                                                 |
| 島式 · 開左邊车门 |      | |
|                   |      | █ 3号线往洛湾（十里河滩）                                                                                               |

## 出入口
| 编号                | 建议前往的目的地               | 照片 |
| ------------------- | ------------------------------ | ---- |
| 1 · 出口            | 花溪大道南段                   |      |
| 2 · 出口 · （设有） | 花溪大道南段、孔学堂           |      |
| 3 · 出口 · （设有） | 花溪大道南段                   |      |
| 4 · 出口            | 花溪大道南段、贵州体育职业学院 |      |
| 图例： 设有         |                                |      |

## 历史
- 2019年6月13日，本站首块顶板完成首件工程验收并开始浇筑[1]。